# Peter Plücker
Peter Plücker (* Juli 1688 in Elberfeld (heute Stadtteil von Wuppertal); † Dezember 1754 ebenda) war Bürgermeister von Elberfeld.
Plücker wurde als Sohn des Elberfelder Kaufmanns und Garnbleichers Peter Plücker (1658–1728) und dessen Frau Anna Maria Teschemacher (1656–1737), der Tochter des dreifachen Bürgermeisters Johannes Teschemacher, geboren. Plücker war erst kurz zuvor vom angestammten Hof der Familie Teschemacher, dem Teschemacher Hof, in die Stadt gezogen, wo er als Kaufmann arbeitete. Er heiratete am 6. Dezember 1742 Maria Katharina Volkmann (1690–1761), mit der er keine Kinder bekam. Für seine Frau war es die zweite Ehe, nachdem sie zuvor mit dem ehemaligen Bürgermeister Johann Kaspar Ophoff verheiratet war.
Plücker begann als Kaufmann in Elberfeld, wo er 1745 Ratsmitglied wurde. Im Jahr 1747 wurde er das erste und einzige Mal für das Amt des Bürgermeisters vorgeschlagen und auch in dieses gewählt. Ein Jahr später war er somit Stadtrichter.